# Wes Studi
Wesley Studi (Tahlequah, 17 dicembre 1947) è un attore statunitense.

## Biografia
Nato da una famiglia di etnia cherokee, Studi è cresciuto parlando solamente la lingua cherokee fino alle scuole elementari. Nel 1967 è stato arruolato nell'esercito per 18 mesi, combattendo la guerra del Vietnam. È conosciuto sul grande schermo per le sue interpretazioni di nativi americani antagonisti, come quella del guerriero pawnee in Balla coi lupi (1990) e di Magua in L'ultimo dei Mohicani (1992) di Michael Mann, che lo rivolle successivamente come caratterista in Heat - La sfida (1995), dove interpreta un detective di polizia della squadra di Vincent Hanna (Al Pacino). Interpreta ancora il ruolo di un nativo americano nel film Geronimo (1993) di Walter Hill, proprio nelle vesti del guerriero Chiricahua Geronimo, e nel film Hostiles - Ostili (2017), con Christian Bale. Ha interpretato inoltre il ruolo di Eytukan, il leader della tribù degli Omaticaya, nel film Avatar (2009) di James Cameron. Sempre nel 2009 interpreta Hatcher in Il richiamo della foresta 3D. Nel 2020 gli è stato assegnato il premio Oscar alla carriera.

## Filmografia parziale

### Cinema
- Powwow Highway, regia di Jonathan Wacks (1989)
- Balla coi lupi (Dances with Wolves), regia di Kevin Costner (1990)
- The Doors, regia di Oliver Stone (1991)
- L'ultimo dei Mohicani (The Last of the Mohicans), regia di Michael Mann (1992)
- Geronimo (Geronimo: An American Legend), regia di Walter Hill (1993)
- Street Fighter - Sfida finale (Street Fighter), regia di Steven E. de Souza (1994)
- Heat - La sfida (Heat), regia di Michael Mann (1995)
- Deep Rising - Presenze dal profondo (Deep Rising), regia di Stephen Sommers (1998)
- Mystery Men, regia di Kinka Usher (1999)
- Undisputed, regia di Walter Hill (2002)
- Ice Planet, regia di Winrich Kolbe (2003)
- Animal, regia di David J. Burke (2005)
- The New World - Il nuovo mondo (The New World), regia di Terrence Malick (2005)
- Caccia spietata (Seraphim Falls), regia di David Von Ancken (2006)
- Avatar, regia di James Cameron (2009)
- Il richiamo della foresta 3D (Call of the Wild), regia di Richard Gabai (2009)
- L'unico indiano buono, regia di Kevin Willmott (2009)
- Being Flynn, regia di Paul Weitz (2012)
- Battledogs, regia di Alexander Yellen (2013)
- Road to Paloma, regia di Jason Momoa (2014)
- Un milione di modi per morire nel West (A Million Ways to Die in the West), regia di Seth MacFarlane (2014)
- Planes 2 - Missione antincendio (Planes: Fire & Rescue), regia di Roberts Gannaway (2014) - voce
- The Condemned - L'ultimo sopravvissuto, regia di Roel Reiné (2015)
- Hostiles - Ostili (Hostiles), regia di Scott Cooper (2017)
- Badland, regia di Justin Lee Collins (2019)
- Un viaggio a quattro zampe (A Dog's Way Home), regia di Charles Martin Smith (2019)
- Soul, regia di Pete Docter (2020) - film d'animazione

### Televisione
- Flash (The Flash) – serie TV, 1 episodio (1990)
- Highlander (Highlander: The Series) – serie TV, episodio 1x07 (1992)
- La catena spezzata – film TV (1993)
- Cavallo Pazzo – film TV (1996)
- Terra promessa – serie TV, 1 episodio (1997)
- Inferno di fuoco (Superfire), regia di Steven Quale – film TV (2002)
- Skinwalkers, regia di Chris Eyre – film TV (2002)
- Il ranger solitario – film TV (2003)
- Into the West – miniserie TV (2005)
- L'ultimo pellerossa (Bury My Heart at Wounded Knee), regia di Yves Simoneau – film TV (2007)
- Luna Comanche – miniserie TV (2008)
- Kings – serie TV (2009)
- The Mentalist – serie TV, episodio 2x18 (2010)
- Hell on Wheels – serie TV, 3 episodi (2011-2012)
- Cani da combattimento – film TV (2013)
- The Red Road – serie TV (2015)
- Penny Dreadful – serie TV, 9 episodi (2016)
- Grey's Anatomy – serie TV, 1 episodio (2021)
- Reservation Dogs – serie TV, 1 episodio (2021)

## Doppiatori italiani
Nelle versioni in italiano delle opere in cui ha recitato, Wes Studi è stato doppiato da:
- Ennio Coltorti in Mystery Men, Being Flynn, Road to Paloma, Penny Dreadful, Grey's Anatomy
- Michele Gammino in Geronimo, Heat - La sfida
- Saverio Moriones in Undisputed, Caccia spietata
- Paolo Buglioni in L'ultimo dei Mohicani , Mending the Line
- Dario Penne in Street Fighter - Sfida finale
- Angelo Nicotra in Deep Rising - Presenze dal profondo
- Massimiliano Lotti ne Il richiamo della foresta 3D
- Diego Reggente in The Mentalist
- Pietro Biondi in Hell on Wheels
- Pieraldo Ferrante in Hostiles - Ostili

Da doppiatore è sostituito da:
- Marco Marzocca in Planes 2 - Missione antincendio
- Antonio Sanna in Soul
- Bruno Alessandro ne La famiglia Proud: più forte e orgogliosa